# Passiena auberti
Passiena auberti là một loài nhện trong họ Lycosidae.
Loài này thuộc chi Passiena. Passiena auberti được Eugène Simon miêu tả năm 1898.